# Уотфорд
Уо́тфорд (англ. Watford) — город и район со статусом боро в графстве Хартфордшир, Англия.

## География
Город расположен в 28 км к северо-западу от центра Лондона в пределах автотрассы М25. В нём находится парк, входивший до его выкупа местным советом в 1909 году в состав усадьбы графов Эссексских, ныне общественный — Кассиобери-Парк, являющийся природным заказником местного значения. Западнее парка находится древний лес Уиппендел.

## История
Истории города посвящён краеведческий музей.
В Уотфорде расположены англиканские Церковь Святой Марии (не ранее XIII века) и Церковь Святого Иоанна (1871 год постройки, неоготика), католическая церковь Холируд (1889 год постройки, также неоготика).
В 1990 году здесь открылся торговый центр Харлекуин.

## Транспорт
В город ведёт одно из ответвлений линии Метрополитен лондонского метрополитена, идущее до одноимённой городу станции.

## Спорт
Спортивную честь города защищают команды по разным игровым видам спорта, в том числе одноимённая ему футбольная команда, выступающая во втором по силе английском дивизионе — Чемпионшипе Английской футбольной лиги. Домашний стадион команды, как и регбийного клуба «Сарацины» — «Викаридж Роуд». Председателем правления футбольного клуба в период успеха футболистов был и его почётным пожизненным сопрезидентом является Элтон Джон.

## Известные личности
- Джордж Уолтер Тиррелл англ.  George Walter Tyrrell (30 мая 1883 года, Уотфорд— 20 июля 1961, Бэрсден) — британский геолог, гляциолог и петролог XX века. Специалист по арктическим и антарктическим ландшафтам, первым описал ректические ледники Шпицбергена.
- Ви́нсент Пи́тер (Ви́нни) Джонс (англ. Vincent Peter «Vinnie» Jones; род. 5 января 1965, Уотфорд) — британский актёр, в прошлом — футболист, выступавший на позиции полузащитника.

## Города-побратимы
Уотфорд является городом-побратимом следующих городов (в скобках указан год заключения договора о сотрудничестве):
- Майнц (нем. Mainz), Германия (1956)
- Нантер (фр. Nanterre), Франция (1960)
- Великий Новгород, Россия (1984)
- Уилмингтон (англ. Wilmington), США (1985)
- Пезаро (итал. Pesaro), Италия (1988)
- Плимут (англ. Plymouth), Великобритания (1997)